# Castrobol
Castrobol est une commune de la province de Valladolid dans la communauté autonome de Castille-et-León en Espagne.

## Sites et patrimoine
- Église San Salvador

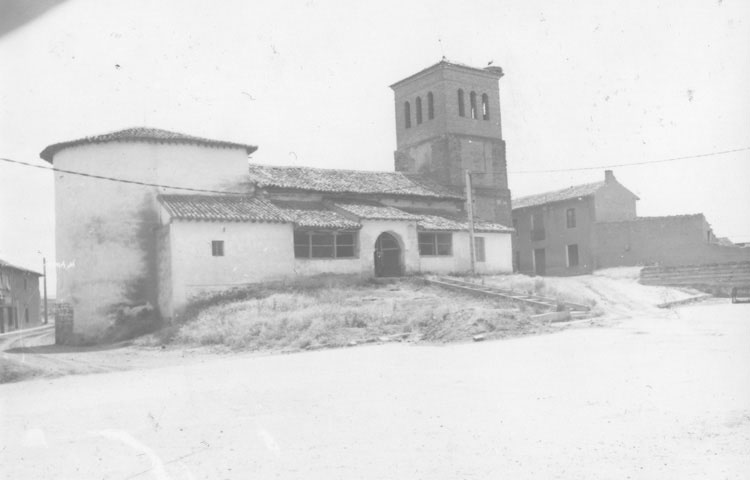
Église San Salvador. Fondation Joaquín Díaz.